# Nell Carter
Nell Carter, all'anagrafe Nell Ruth Hardy (Birmingham, 13 settembre 1948 – Beverly Hills, 23 gennaio 2003), è stata una cantante e attrice statunitense.
Spumeggiante attrice comica e protagonista di innumerevoli musical a Broadway, Nell Carter, ha vinto un Tony Award, per la sua interpretazione nel musical Ain't Misbehavin', nel 1978. Nota al pubblico principalmente per aver interpretato la sit-com statunitense La piccola grande Nell, che le valse la nomination a due Golden Globe e due Emmy Awards.

## Biografia
Nell Ruth Hardy nasce a Birmingham in Alabama, in una famiglia numerosa composta da otto sorelle e fratelli. All'età di soli due anni, il padre, Horace Hardy, muore fulminato per essere entrato in contatto con dei fili elettrici scoperti. La formazione musicale impartita dalla madre sin da piccola, la potente voce e l'inconfondibile carattere dirompente, creano un personaggio unico che, sin da giovane, riesce ad imporre l'eccezionale bravura nel coro Gospel della chiesa di Birmingham che le darà l'opportunità di entrare, a soli undici anni, a lavorare in una stazione radiofonica.
All'età di sedici anni rimane incinta a causa di una rapina finita con uno stupro, ma Nell non si sentiva in grado di crescere la figlia Tracy da sola, proprio perché troppo giovane, quindi decide di affidarla allo zio Willie.
Il forte sostegno dei fratelli, le fanno superare la tragedia, e all'età di diciannove anni, parte per New York, cercando di cancellare l'accaduto buttandosi alle spalle il trauma subito e l'abbandono della figlia. Per questo motivo, decide di cambiare il cognome in Carter.
A New York, la Carter comincia lavorando in una caffetteria studia recitazione e si esibisce in numerosi Night club della città.
Nel 1971, la Carter, comincia a recitare a Broadway nella Rock Opera Soon al fianco di Richard Gere, che però viene chiuso solo dopo tre serate. Nel 1974 entra a far parte di un gruppo di commediografe femministe, di nome Westbeth, dove diventa direttore artistico di What Time of Night It Is. Lo stesso anno appare al fianco di Bette Davis nel musical Miss Moffat.
Nel 1978 interpreta Effie White nel musical Dreamgirls, che abbandona, poco dopo, per un ruolo televisivo nella soap opera della ABC I Ryan.
L'affermazione artistica arriva, lo stesso anno, con il musical di Broadway Ain't Misbehavin' che le farà vincere un Tony Award nella categoria miglior attrice e, successivamente, per il passaggio tv, anche una nomination agli Emmy Award. L'estremo successo terrà in cartellone il musical per quasi quattro anni, dal 9 maggio 1978 al 21 febbraio 1982.
Nel 1979 fa parte del cast dell'adattamento cinematografico di Hair. Nel 1981 è protagonista della serie, di grande successo, della NBC La piccola grande Nell, che le farà guadagnare due nomination ai Golden Globe e una agli Emmy Award.
Nel 1982 sposa il matematico Georg Krynicki e si converte all'Ebraismo, ma il matrimonio dura soltanto diciotto mesi a causa dalla forte dipendenza dalla cocaina da parte della Carter, che spinge il marito a chiederne la separazione.
Dopo il successo di La piccola grande Nell, tra il 1989 e il 1991, alla Carter, vengono proposte nuove serie televisive, ma nessuna di grande successo come quella nella NBC. Gira alcuni episodi pilota ma la carriera televisiva è decisamente al tracollo. A metà anni novanta torna in teatro con il remake del musical Annie.

## Ultimi anni e morte
Nel 1992 la Carter viene ricoverata a causa di due aneurismi. Lo stesso anno sposa Roger Larocque, con cui divorzierà l'anno dopo. Tra il 1992 e il 1997 fa parte del cast della sitcom della ABC Mr. Cooper. Nel 2001 è ospite della serie tv Ally McBeal. Gli anni di grande dipendenza ad alcool e droghe, vengono raccontate, dalla stessa Carter, durante una puntata del Sally Jessy Raphael Show, dove l'attrice menziona l'amica Liza Minnelli ringraziandola per averla spinta alla completa riabilitazione e dicendo di lei: Grazie a Dio ho avuto aiuto: da Dio e Liza.
Nell Carter muore il 23 gennaio 2003, a causa di un collasso cardiaco, aggravato dal diabete, nella sua casa di Beverly Hills, alla prematura età di 54 anni. Nell'ultimo periodo l'attrice stava lavorando nel musical Raisin, adattamento del film del 1961 Un grappolo di sole e, contemporaneamente, girando il film Swing diretto da Martin Guigui.

## Filmografia

### Cinema
- Hair, regia di Miloš Forman (1979)
- Back Roads, regia di Martin Ritt (1981)
- Gelosissimamente... tuo (Modern Problems), regia di Ken Shapiro (1981)
- Storie d'amore (The Grass Harp), regia di Charles Matthau (1995)
- Ritratto nella memoria (The Proprietor), regia di Ismail Merchant (1996)
- Fakin' da Funk, regia di Tim Chey (1997)
- Special Delivery, regia di Kenneth A. Carlson (1999)
- Perfect Fit, regia di Donald P. Borchers (2001)
- Swing, regia di Martin Guigui (2003)
- Back by Midnight, regia di Harry Basil (2004)

### Televisione
- Cindy, regia di William A. Graham - film TV (1978)
- I Ryan (Ryan's Hope) - serie TV, 11 episodi (1979)
- Lobo - serie TV, 15 episodi (1980-1981)
- La piccola grande Nell (Gimme a Break!) - serie TV (1981-1987)
- Amen - serie TV, 1 episodio (1986)
- 227 - serie TV, 1 episodio (1989)
- Maid for Each Other, regia di Paul Schneider - film TV (1992)
- Final Shot: The Hank Gathers Story, regia di Charles Braverman - film TV (1992)
- Due come noi (Jake and the Fatman) -  serie TV, 42 episodi (1993-1995)
- Spider-Man: The Animated Series - serie TV, 2 episodi (1995-1997)
- Can't Hurry Love - serie TV, 1 episodio (1996)
- Una famiglia a tutto gas (Brotherly Love) - serie TV, 1 episodio (1997)
- Sparks - serie TV, 1 episodio (1997)
- Blue's Clues - serie TV, 1 episodio (2001)
- Il tocco di un angelo (Touched by an Angel) - serie TV, 2 episodi (2001)
- Seven Days - serie TV, 1 episodio (2001)
- Reba - serie TV, 2 episodi (2001)
- Ally McBeal - serie TV, 2 episodi (2002)

## Doppiatrici italiane
Nelle versioni in italiano delle opere in cui ha recitato, Nell Carter è stata doppiata da:
- Germana Dominici in Ritratto nella memoria, La piccola grande Nell
- Elisabetta Cesone in Ally McBeal

## Teatro
- Soon (1971)
- Il matrimonio di Ifigenia (1971)
- Dude, regia di Galt MacDermot (1972)
- Miss Moffatt (1974)
- Be Kind to People Week (1975)
- Tom Eyen's Dirtiest Musical (1975)
- Don't Bother Me, I Can't Cope (1975)
- Ain't Misbehavin' (1978)
- Dreamgirls (1979)
- Black Broadway (1979-80)
- Annie (1997)
- South Pacific (2001)
- I monologhi della vagina (2001)